# Ukřižování z Nových Sadů (Mistr Rajhradského oltáře)
Ukřižování z Nových Sadů, (též označováno jako Ukřižování z Rajhradského oltáře, Ukřižování z olomouckého Oltáře sv. Kříže, případně novosadská deska) je částí většího oltářního polyptychu zvaného Rajhradský oltář. Jeho autorem je poslední významná osobnost české deskové malby předhusitské doby, označovaný jako Mistr Rajhradského oltáře. Obraz je vystaven ve stálé expozici Národní galerie v Praze.

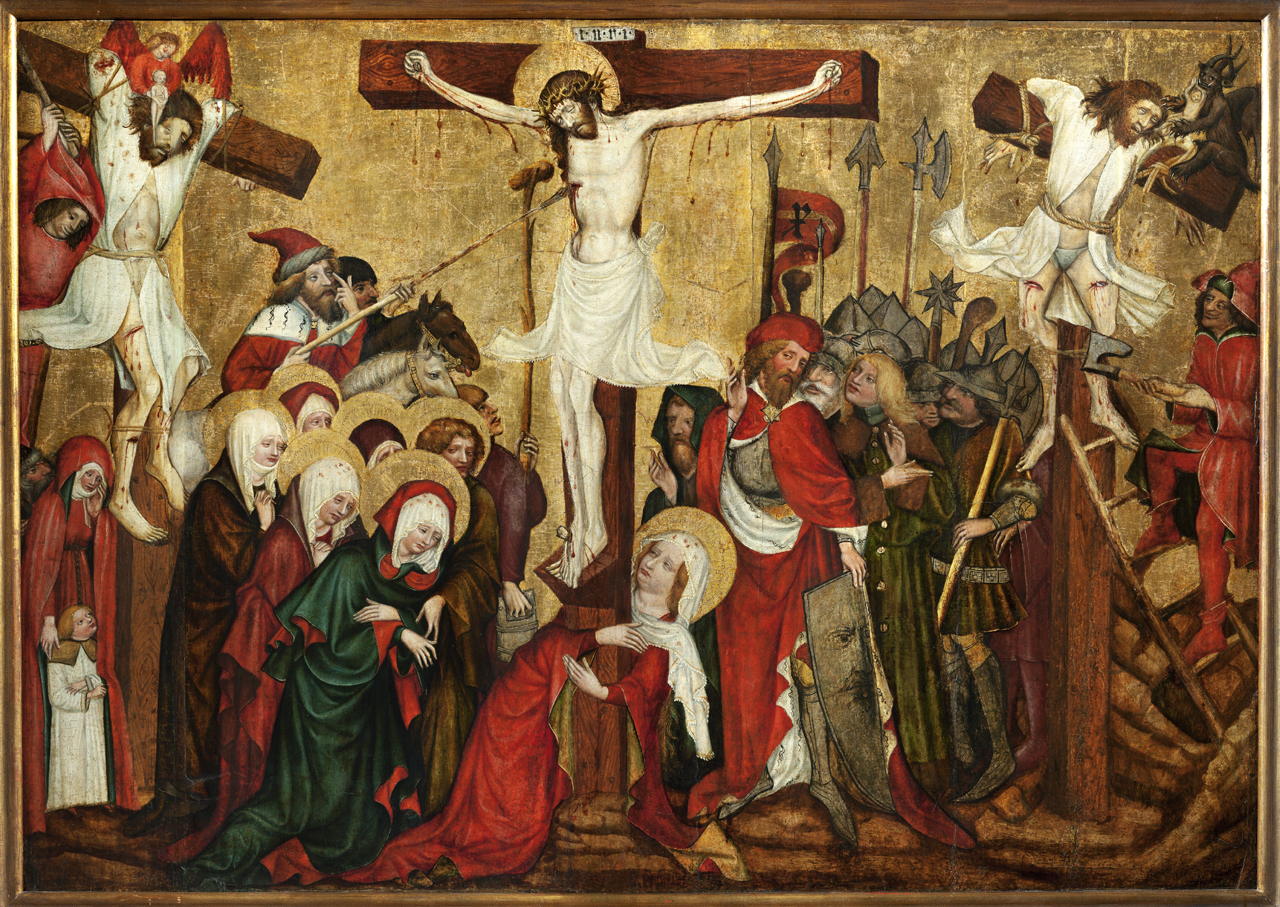
Ukřižování z Nových Sadů, Mistr Rajhradského oltáře, Národní galerie v Praze

## Historie obrazu
Mistr Rajhradského oltáře měl dílnu pravděpodobně v Praze a na Moravu se uchýlil po vypuknutí husitských bouří v letech 1420-1440, aby se pak do Prahy vrátil za vlády Zikmundovy. Oltář s námětem Adorace sv. Kříže byl spolu s dalším gotickým oltářem určen pro kostel sv. Mořice v Olomouci, jak potvrzují písemné záznamy z roku 1424 a 1440. Odtud bylo pět desek oltáře roku 1784 při rekonstrukci kostela převedeno do obrazárny benediktinského kláštera v Rajhradě a nyní jsou v majetku Moravské galerie v Brně. Oboustranně malovaná křídla oltáře byla podélně rozříznuta a oddělena, ale zachovala se pouze jejich lícní část.
Střední deska s Ukřižováním byla darována do nově postaveného kostela sv. Filipa v Nových Sadech u Olomouce. Tam desku objevil Albert Kutal v roce 1935, v letech 1935-1936 bylo Ukřižování vystaveno v Brně a roku 1937 zakoupeno pro Státní sbírku starého umění (dnes Národní galerie v Praze). Až deset desek z původního oltáře bylo v blíže neurčené době koncem 19. století v Nových Sadech zničeno.

## Popis a zařazení
Obraz je malován temperou na desce z jedlového dřeva potažené plátnem (výška 102 cm, šířka 142 cm). V dataci díla nepanuje shoda. Starší literatura řadila obraz do roku 1420, resp. před rok 1427, kdy vznikl ostřihomský oltář s Ukřižováním od Tomáše z Kluže, údajně ovlivněný novosadským obrazem. Úvahy o mnohem pozdější dataci kolem roku 1452  jiní badatelé zpochybňují. Podle novější literatury obraz pochází z doby kolem roku 1440 a jeho objednavatelem mohl být Zikmundův kaplan Heinrich Seuftleben.
Deska s Ukřižováním tvořila spolu se scénou Nesení Kříže centrální část oltáře, na křídlech byly tři pašijové scény: Poslední večeře, Kristus na hoře Olivetské (nebo Modlitba v zahradě Getsemanské), Zmrtvýchvstání Krista a jako čtvrtá: Nalezení a zkoušení pravého sv. Kříže sv. Helenou a Konstantinem.
Starší bádání označovalo malby Rajhradského oltáře jako dílo vycházející z krásného slohu a dotčené frankovlámskými vlivy, projevujícími se snahou o prohloubení obrazového prostoru nebo naturalistickými detaily. Mistr Rajhradského oltáře pokračoval v tradici vytvořené Mistrem Třeboňského oltáře, zejména pokud jde o kompozici obrazu Krista na Olivetské hoře, v drobnopisu krajinářských detailů nebo užití šerosvitu. Jinak jeho dílo navazuje na pozdní krásný sloh prvních dvou desetiletí 15. století, ve kterém se mísí tradiční typizace postav a drapérií s novými tendencemi, které opouštějí dřívější formalismus. Důraz klade na dějovou a narativní složku, hlavní scénu s množstvím figur doplňuje žánrovými výjevy a postavám dává individuální, místy až karikující výraz. Jeho obrazy nejsou určeny k uctívání, ale k osobní kontemplaci. Na druhé desce s Nesením Kříže, která tvořila spodní díl centrální části oltáře, se malíř pokusil o dvouplánové uspořádání prostoru a odstupňování měřítka postav.
Kompoziční schéma obrazu Ukřižování je blízké miniatuře v Hasenburském misálu a Ukřižování ze sv. Barbory (dílna Mistra Třeboňského oltáře), některé specifické motivy, např. postavy lotrů oblečené do dlouhého rozhaleného šatu, se vyskytují také na obrazech Ukřižování ze Zátoně, ze Skalice nebo Reininghausově. Jako předloha mohl sloužit společný vzorník nebo kresba, západní vlivy byly patrně zprostředkované knižní malbou (Mistr geronského martyrologia).
Dílo, které zobrazuje výjev Velké Kalvárie, používá méně obvyklý šířkový formát a scénu zalidňuje množstvím asistenčních postav. Kompozice obou hlavních skupin po stranách má tvar trojúhelníků s vrcholy směřujícími k ramenům kříže. Na levé straně je Marie se sv. Janem a skupina žen z evangelií, za nimi Longin s kopím, probodávající Kristův bok. Největší figurou je sv. Maří Magdaléna objímající Kristův kříž, která představuje dobový odklon od mariánského kultu. Na pravé straně je skupina vojáků vedená setníkem v červeném oděvu, který se po Kristově smrti obrátil na víru. Na obraze jsou postavy, které je obtížné identifikovat - stařec v kápi napravo u paty kříže, žena s dítětem oblečeným jako ministrant vlevo (donátoři nebo diváci?). Pokud by vpravo byli zobrazeni Ladislav Pohrobek (mladý světlovlasý muž) a král Jiří z Poděbrad (tvář vlevo), jak se domívá M. Bartlová, pak by datace obrazu musela být mnohem pozdější. Zachycení drastické scény s biřici, kteří přesekávají nohy lotrů, je obvyklejší v italské malbě (Barna da Siena, Jacopo di Cione, Giusto de' Menabuoi]), ale ve středoevropském prostoru se běžně nevyskytuje.
Pozadí obrazu je zlacené a prohloubení prostoru je pouze naznačeno zešikmením křížů nebo opřeným žebříkem. Analýza obrazu odhalila podkresby vedené jednou rukou, ale na dokončení malby se zřejmě podíleli dílenští pomocníci.

### Díla autora
- kolem 1425 (?) Oboustranně malovaná deska ze zámku v Náměšti nad Oslavou s výjevy Mučení sv. Katerřiny, Mučení sv. Apoleny
- kolem 1430-36 Svatojakubský oltář (Minoritský kostel sv. Jakuba v Praze nebo Kostel sv. Jakuba v Brně)

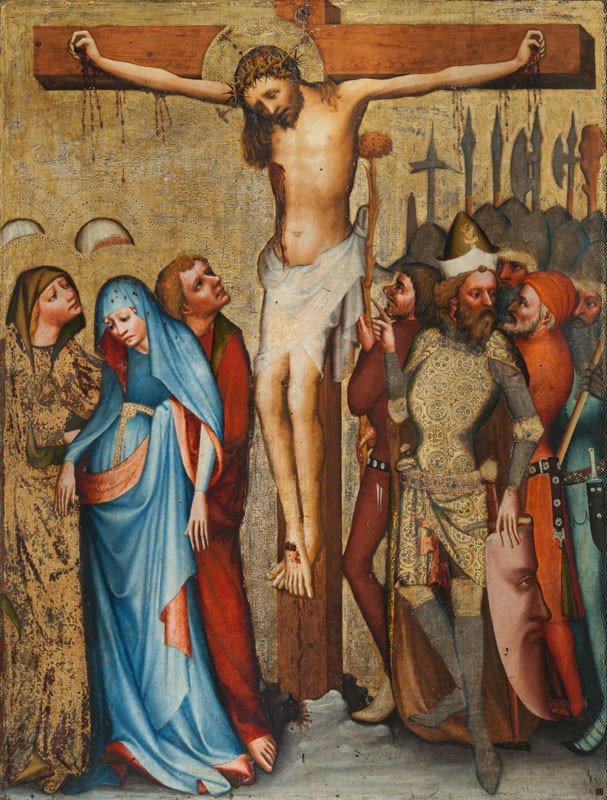
Ukřižování z kaple sv. Barbory, Mistr Třeboňského oltáře – dílna (kolem 1385), Národní galerie v Praze
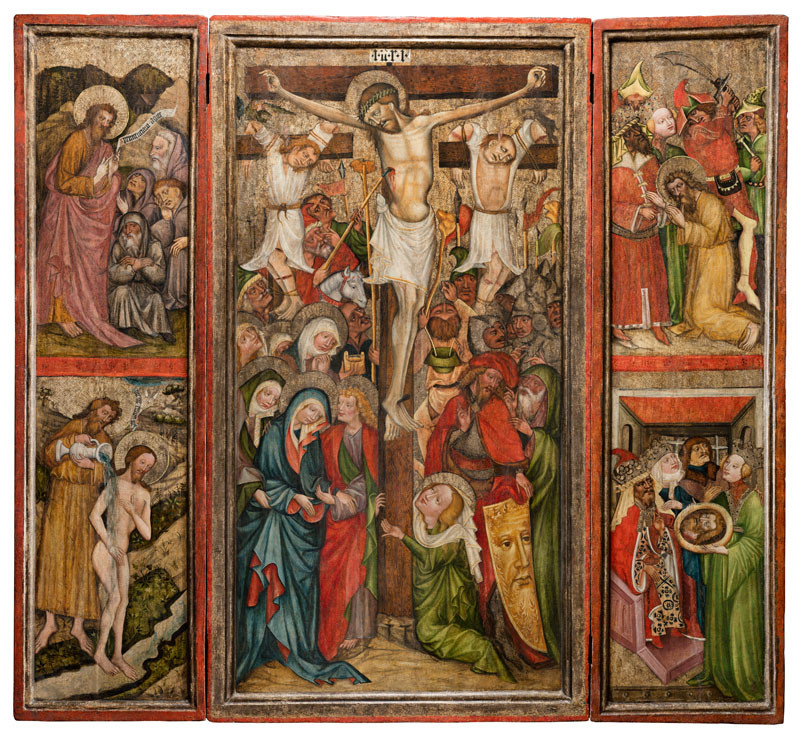
Oltář ze Zátoně, Anonym - Čechy (po 1440), Národní galerie v Praze
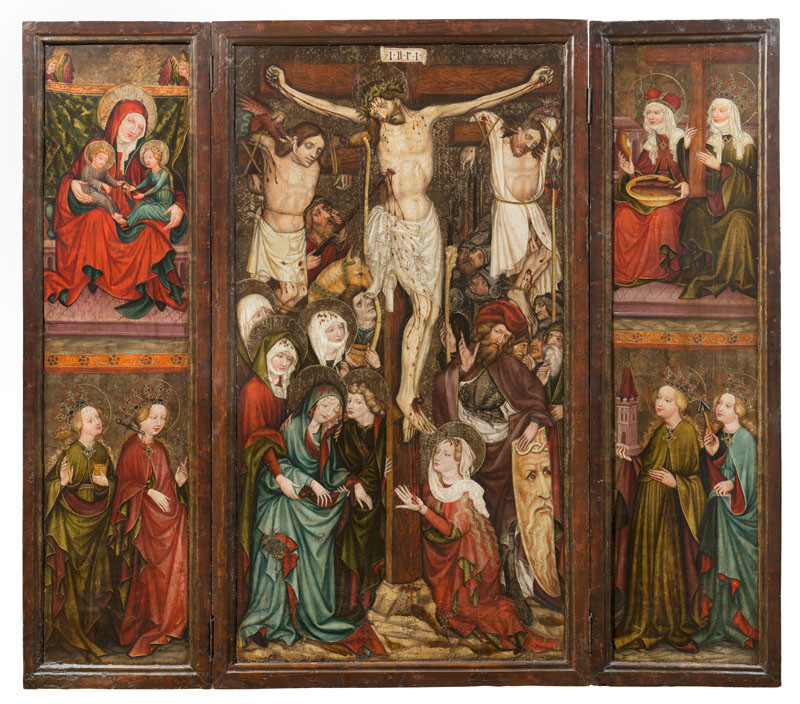
Reininghausův oltář, Anonym - Čechy (kolem 1440), Národní galerie v Praze